# This Time
This Time är Melanie C:s fjärde studioalbum, utgivet den 30 mars 2007.

## Låtförteckning
1. "Understand" – 3:43
2. "What if I Stay" – 3:17
3. "Protected" – 4:37
4. "This Time" – 3:32
5. "Carolyna" – 3:21
6. "Forever Again" – 3:44
7. "Your Mistake" – 3:55
8. "The Moment You Believe" – 3:35
9. "Don't Let Me Go" – 3:57
10. "Immune" – 4:47
11. "May Your Heart" – 4:04
12. "Out of Time" – 3:47
13. "I Want Candy" (bonusspår) – 3:24